# عبده عطیف
عبده عطیف (عربی: عبده إبراهيم عطيف؛ زادهٔ ۲ آوریل ۱۹۸۴) یک ورزشکار اهل عربستان سعودی است.
از باشگاه‌هایی که در آن بازی کرده‌است می‌توان به باشگاه فوتبال النصر عربستان سعودی، باشگاه فوتبال الشباب عربستان سعودی، و باشگاه فوتبال الاتحاد، باشگاه فوتبال الشباب عربستان سعودی، و تیم ملی فوتبال عربستان سعودی اشاره کرد.
وی همچنین در تیم ملی فوتبال عربستان سعودی بازی کرده است.